# Долон, Осип Францевич
Граф О́сип Фра́нцевич Доло́н (при рождении — Габриэль Жозеф д’Олон; фр. Gabriel Joseph d'Ollon; 3 апреля 1774, Нанси — 13 [25] мая 1821, с. Левендаловка, Слободско-Украинская губерния) — российский командир эпохи наполеоновских войн, генерал-майор.

## Биография
«Из французских графов в вечном Российском подданстве». Окончил лицей Св. Барбары в Париже. Во время Великой французской революции эмигрировал в Англию и в звании майора вступил в корпус принца Конде, с которым в 1797 перешёл в Россию.
28 июня 1798 года перешёл на русскую службу; служил капитаном, с 19 октября — майором в Сибирском драгунском полку, с 3 апреля 1800 — в Иркутском драгунском полку; вышел в отставку 7 сентября 1800. 23 февраля 1801 возобновил службу в том же полку с переводом 21 мая 1801 в Изюмский гусарский полк; 23 сентября 1805 года вышел в отставку. Был исключён из указа Сената Франции (1802 года) об амнистии эмигрантам.
С 1 апреля 1807 по 7 января 1808 года волонтёром воевал на Русско-турецкой войне: командовал 1-м Конным волонтёрным полком в армии генерала И. И. Михельсона, участвовал в блокаде крепости Измаил. Позднее состоял при генерал-провиантмейстере армии Д. Б. Мертваго.
27 марта 1808 года принят на службу, состоял по армии; с 28 ноября 1808 года служил в Сумском гусарском полку.
24 мая 1811 произведён в подполковники, с 23 июня 1811 года — командир Изюмского гусарского полка. С началом Отечественной войны в составе отряде генерала И. С. Дорохова отступал до Смоленска, участвовал в обороне Смоленска и отличился в сражении при Лубине, за что был 31 октября 1812 произведён в полковники. Был ранен в Бородинской битве.

После оставления Москвы находился в отряде генерала Ф. Ф. Винцингероде, затем в составе отряда П. В. Голенищева-Кутузова, с которым вступил на территорию Пруссии. В 1813 году участвовал в осаде Данцига и Торгау. В составе отряда генерала А. И. Чернышева брал Берлин, воевал при Белице, 23 декабря 1813 награждён орденом Св. Георгия 4-го класса
за отличие в сражении с французами при Люнебурге.
 Участвовал в сражениях под Хальберштадтом, при Денневице и Лейпциге, в 1814 году — в боях под Краоном, Реймсом, Сен-Дизье; 1 июня 1815 за отличие был произведён в генерал-майоры.
В 1815 году — командир 1-й бригады 3-й гусарской дивизии в составе Оккупационного корпуса генерала М. С. Воронцова, комендант г. Нанси; объявил жителям, что нарушители общественного порядка и оскорбляющие солдат союзников подлежат немедленному аресту и военному суду по русским законам. Будучи сторонником монархии, с началом Ста дней был вынужден оставить должность.
Состоял по кавалерии; с 16 ноября 1817 по 6 мая 1818 командовал 2-й бригадой Бугской уланской дивизии, затем до 26 октября 1819 — 1-й бригадой той же дивизии, после чего был уволен за болезнью в отставку с мундиром. Умер от чахотки; похоронен в с. Левендаловка Валковского уезда Слободско-Украинской губернии.

### Семья
Жена — Анна Алексеевна (в девичестве Мартынова), дочь помещицы. Их сын, Алексей Иосифович Долон родился в 1811 году (по другим данным 7 июля 1809 г.); был женат на дочери графа С. М. Каменского от второго брака, Екатерине Сергеевне (1818 — после 1871).

## Награды
- орден Святого Владимира 4-й степени с бантом[10]
- орден Святого Георгия 4 степени
- орден Святого Владимира 3 степени
- орден Святой Анны 2 степени с алмазами
- Золотое оружие «За храбрость»
- орден Pour le Mérite (Пруссия)
- орден Меча (Швеция)
- орден Святого Людовика (Франция)